# Caecilia occidentalis
Caecilia occidentalis é uma espécie de anfíbio gimnofiono. É nativa da Colômbia onde ocorre nos Andes, entre alturas de 1500 e 1800 metros acima do nível do mar. Habita debaixo do solo em floresta nublada.